# Interlands Noors voetbalelftal 1990-1999
Deze pagina toont een chronologisch en gedetailleerd overzicht van de interlands die het Noors voetbalelftal speelde in de periode 1990 – 1999.

## Interlands

### 1990
|                                                           |                                                     |       |                                       |                                                                                   |
| 4 februari Malta Voetbaltoernooi № 516 «onderlinge duels» | Noorwegen                                           | 3 – 2 | Zuid-Korea                            | Ta' Qalistadion, Ta' Qali Toeschouwers: 1.500 Scheidsrechter: Charles Agius (MLT) |
| 4 februari Malta Voetbaltoernooi № 516 «onderlinge duels» | Ørjan Berg 53' Bent Skammelsrud 85' Rune Tangen 89' |       | 36' Hwang Seon-Hong 58' Lee Sang-Yoon | Ta' Qalistadion, Ta' Qali Toeschouwers: 1.500 Scheidsrechter: Charles Agius (MLT) |

|                                                           |                   |       |                      |                                                                                     |
| 7 februari Malta Voetbaltoernooi № 517 «onderlinge duels» | Malta             | 1 – 1 | Noorwegen            | Ta' Qalistadion, Ta' Qali Toeschouwers: 1.893 Scheidsrechter: Edgar Azzopardi (MLT) |
| 7 februari Malta Voetbaltoernooi № 517 «onderlinge duels» | Raymond Vella 38' |       | 22' Jan Åge Fjørtoft | Ta' Qalistadion, Ta' Qali Toeschouwers: 1.893 Scheidsrechter: Edgar Azzopardi (MLT) |

|                                                                       |                                  |       |                                                           |                                                                             |
| 27 maart Vriendschappelijk № 518 «onderlinge duels» 20:00 uur (UTC+1) | Noord-Ierland                    | 2 – 3 | Noorwegen                                                 | Windsor Park, Belfast Toeschouwers: 3.900 Scheidsrechter: Howard King (WAL) |
| 27 maart Vriendschappelijk № 518 «onderlinge duels» 20:00 uur (UTC+1) | Jimmy Quinn 44' Kevin Wilson 86' |       | 54' Bent Skammelsrud 57' Jørn Andersen 90' Erland Johnsen | Windsor Park, Belfast Toeschouwers: 3.900 Scheidsrechter: Howard King (WAL) |

|                                                                     |                          |       |                                          |                                                                                  |
| 6 juni Vriendschappelijk № 519 «onderlinge duels» 19:00 uur (UTC+2) | Noorwegen                | 1 – 2 | Denemarken                               | Lerkendalstadion, Trondheim Toeschouwers: 8.035 Scheidsrechter: Bo Persson (SWE) |
| 6 juni Vriendschappelijk № 519 «onderlinge duels» 19:00 uur (UTC+2) | Jørn Andersen 87' (pen.) |       | 15' Flemming Povlsen 32' Michael Laudrup | Lerkendalstadion, Trondheim Toeschouwers: 8.035 Scheidsrechter: Bo Persson (SWE) |

|                                                                          |                           |       |                                       |                                                                                           |
| 22 augustus Vriendschappelijk № 520 «onderlinge duels» 19:00 uur (UTC+2) | Noorwegen                 | 1 – 2 | Zweden                                | Stavangerstadion, Stavanger Toeschouwers: 10.065 Scheidsrechter: Kim Milton Nielsen (DEN) |
| 22 augustus Vriendschappelijk № 520 «onderlinge duels» 19:00 uur (UTC+2) | Per Egil Ahlsen 3' (pen.) |       | 40' Leif Engqvist 74' Jens Fjellström | Stavangerstadion, Stavanger Toeschouwers: 10.065 Scheidsrechter: Kim Milton Nielsen (DEN) |

|                                                                              |                                             |       |           |                                                                                            |
| 12 september EK 1992 kwalificatie № 521 «onderlinge duels» 19:00 uur (UTC+4) | Sovjet-Unie                                 | 2 – 0 | Noorwegen | Lenin Central Stadion, Moskou Toeschouwers: 23.000 Scheidsrechter: Hubert Forstinger (AUT) |
| 12 september EK 1992 kwalificatie № 521 «onderlinge duels» 19:00 uur (UTC+4) | Andrej Kantsjelskis 22' Oleh Koeznetsov 60' |       |           | Lenin Central Stadion, Moskou Toeschouwers: 23.000 Scheidsrechter: Hubert Forstinger (AUT) |

|                                                                            |           |       |           |                                                                              |
| 10 oktober EK 1992 kwalificatie № 522 «onderlinge duels» 19:00 uur (UTC+1) | Noorwegen | 0 – 0 | Hongarije | Brannstadion, Bergen Toeschouwers: 6.304 Scheidsrechter: John Spillane (IRL) |
| 10 oktober EK 1992 kwalificatie № 522 «onderlinge duels» 19:00 uur (UTC+1) |           |       |           | Brannstadion, Bergen Toeschouwers: 6.304 Scheidsrechter: John Spillane (IRL) |

|                                                                         | |       |                      |                                                                              |
| 31 oktober Vriendschappelijk № 523 «onderlinge duels» 19:00 uur (UTC+1) | Noorwegen | 6 – 1 | Kameroen             | Bislettstadion, Oslo Toeschouwers: 8.200 Scheidsrechter: Kurt Sørensen (DEN) |
| 31 oktober Vriendschappelijk № 523 «onderlinge duels» 19:00 uur (UTC+1) | Rune Bratseth 16' Lars Bohinen 40' Tore André Dahlum 42' Jan Åge Fjørtoft 69' Jan Åge Fjørtoft 74' Gøran Sørloth 80' |       | 86' Yves Belle-Belle | Bislettstadion, Oslo Toeschouwers: 8.200 Scheidsrechter: Kurt Sørensen (DEN) |

|                                                                         |                           |       |                                                                   |                                                                                     |
| 7 november Vriendschappelijk № 524 «onderlinge duels» 14:00 uur (UTC+1) | Tunesië                   | 1 – 3 | Noorwegen                                                         | Stade Ahmed Bsiri, Bizerte Toeschouwers: 6.000 Scheidsrechter: Rashid Medjiba (ALG) |
| 7 november Vriendschappelijk № 524 «onderlinge duels» 14:00 uur (UTC+1) | Mondher Msakni 69' (pen.) |       | 38' Tore André Dahlum 57' Kåre Ingebrigtsen 75' Tore André Dahlum | Stade Ahmed Bsiri, Bizerte Toeschouwers: 6.000 Scheidsrechter: Rashid Medjiba (ALG) |

|                                                                             |        |                                                         |           |                                                                                  |
| 14 november EK 1992 kwalificatie № 525 «onderlinge duels» 19:00 uur (UTC+2) | Cyprus | 0 – 3                                                   | Noorwegen | Makariostadion, Nicosia Toeschouwers: 2.123 Scheidsrechter: Zoran Petrović (YUG) |
| 14 november EK 1992 kwalificatie № 525 «onderlinge duels» 19:00 uur (UTC+2) |        | 38' Gøran Sørloth 49' Lars Bohinen 62' Sverre Brandhaug |           | Makariostadion, Nicosia Toeschouwers: 2.123 Scheidsrechter: Zoran Petrović (YUG) |

### 1991
|                                                                       |            |       |           |                                                                               |
| 17 april Vriendschappelijk № 526 «onderlinge duels» 19:30 uur (UTC+2) | Oostenrijk | 0 – 0 | Noorwegen | Praterstadion, Wenen Toeschouwers: 36.000 Scheidsrechter: Zdravko Đokić (YUG) |
| 17 april Vriendschappelijk № 526 «onderlinge duels» 19:30 uur (UTC+2) |            |       |           | Praterstadion, Wenen Toeschouwers: 36.000 Scheidsrechter: Zdravko Đokić (YUG) |

|                                                                       |                                                                 |       |        |                                                                           |
| 1 mei EK 1992 kwalificatie № 527 «onderlinge duels» 19:00 uur (UTC+2) | Noorwegen                                                       | 3 – 0 | Cyprus | Ullevaalstadion, Oslo Toeschouwers: 7.833 Scheidsrechter: Kaj Natri (FIN) |
| 1 mei EK 1992 kwalificatie № 527 «onderlinge duels» 19:00 uur (UTC+2) | Pål Lydersen 49' (pen.) Tore André Dahlum 65' Gøran Sørloth 90' |       |        | Ullevaalstadion, Oslo Toeschouwers: 7.833 Scheidsrechter: Kaj Natri (FIN) |

|                                                                     |                      |       |          |                                                                            |
| 23 mei Vriendschappelijk № 528 «onderlinge duels» 19:00 uur (UTC+2) | Noorwegen            | 1 – 0 | Roemenië | Ullevaalstadion, Oslo Toeschouwers: 4.379 Scheidsrechter: Brian Hill (ENG) |
| 23 mei Vriendschappelijk № 528 «onderlinge duels» 19:00 uur (UTC+2) | Jan Åge Fjørtoft 27' |       |          | Ullevaalstadion, Oslo Toeschouwers: 4.379 Scheidsrechter: Brian Hill (ENG) |

|                                                                        |                                       |       |                         |                                                                                     |
| 5 juni EK 1992 kwalificatie № 529 «onderlinge duels» 20:00 uur (UTC+2) | Noorwegen                             | 2 – 1 | Italië                  | Ullevaalstadion, Oslo Toeschouwers: 27.500 Scheidsrechter: Mario van der Ende (NED) |
| 5 juni EK 1992 kwalificatie № 529 «onderlinge duels» 20:00 uur (UTC+2) | Tore André Dahlum 5' Lars Bohinen 25' |       | 78' Salvatore Schillaci | Ullevaalstadion, Oslo Toeschouwers: 27.500 Scheidsrechter: Mario van der Ende (NED) |

|                                                                         |                        |       |                                      |                                                                                     |
| 8 augustus Vriendschappelijk № 530 «onderlinge duels» 20:00 uur (UTC+2) | Noorwegen              | 1 – 2 | Zweden                               | Ullevaalstadion, Oslo Toeschouwers: 9.842 Scheidsrechter: Hans-Peter Dellwing (GER) |
| 8 augustus Vriendschappelijk № 530 «onderlinge duels» 20:00 uur (UTC+2) | Øyvind Leonhardsen 12' |       | 14' Roland Nilsson 40' Anders Limpar | Ullevaalstadion, Oslo Toeschouwers: 9.842 Scheidsrechter: Hans-Peter Dellwing (GER) |

|                                                                              |           |                        |             |                                                                              |
| 12 september EK 1992 kwalificatie № 531 «onderlinge duels» 19:00 uur (UTC+2) | Noorwegen | 0 – 1                  | Sovjet-Unie | Ullevaalstadion, Oslo Toeschouwers: 25.427 Scheidsrechter: Howard King (WAL) |
| 12 september EK 1992 kwalificatie № 531 «onderlinge duels» 19:00 uur (UTC+2) |           | 74' Aleksandr Mostovoj |             | Ullevaalstadion, Oslo Toeschouwers: 25.427 Scheidsrechter: Howard King (WAL) |

|                                                                           |                                             |       |                                                        |                                                                              |
| 25 september Vriendschappelijk № 532 «onderlinge duels» 19:00 uur (UTC+2) | Noorwegen                                   | 2 – 3 | Tsjecho-Slowakije                                      | Ullevaalstadion, Oslo Toeschouwers: 3.468 Scheidsrechter: John Nielsen (DEN) |
| 25 september Vriendschappelijk № 532 «onderlinge duels» 19:00 uur (UTC+2) | Jahn Ivar Jakobsen 41' Jan Åge Fjørtoft 79' |       | 18' Václav Němeček 53' Ľubomír Moravčík 81' Pavel Kuka | Ullevaalstadion, Oslo Toeschouwers: 3.468 Scheidsrechter: John Nielsen (DEN) |

|                                                                            |           |       |           |                                                                                        |
| 30 oktober EK 1992 kwalificatie № 533 «onderlinge duels» 20:00 uur (UTC+1) | Hongarije | 0 – 0 | Noorwegen | Rohonci útstadion, Szombathely Toeschouwers: 8.000 Scheidsrechter: Gérard Biguet (FRA) |
| 30 oktober EK 1992 kwalificatie № 533 «onderlinge duels» 20:00 uur (UTC+1) |           |       |           | Rohonci útstadion, Szombathely Toeschouwers: 8.000 Scheidsrechter: Gérard Biguet (FRA) |

|                                                                             |                         |       |                        |                                                                                                |
| 13 november EK 1992 kwalificatie № 534 «onderlinge duels» 19:15 uur (UTC+1) | Italië                  | 1 – 1 | Noorwegen              | Stadio Luigi Ferraris, Genua Toeschouwers: 17.727 Scheidsrechter: Karl-Josef Assenmacher (GER) |
| 13 november EK 1992 kwalificatie № 534 «onderlinge duels» 19:15 uur (UTC+1) | Ruggiero Rizzitelli 82' |       | 60' Jahn Ivar Jakobsen | Stadio Luigi Ferraris, Genua Toeschouwers: 17.727 Scheidsrechter: Karl-Josef Assenmacher (GER) |

### 1992
|                                                      |        |       |           |                                                                                |
| 7 januari Vriendschappelijk № 535 «onderlinge duels» | Egypte | 0 – 0 | Noorwegen | Cairostadion, Caïro Toeschouwers: 11.872 Scheidsrechter: Jamal Al Sharif (SYR) |
| 7 januari Vriendschappelijk № 535 «onderlinge duels» |        |       |           | Cairostadion, Caïro Toeschouwers: 11.872 Scheidsrechter: Jamal Al Sharif (SYR) |

|                                                                         |                  |       |                                                                      |                                                                                     |
| 4 februari Vriendschappelijk № 536 «onderlinge duels» 19:30 uur (UTC−4) | Bermuda          | 1 – 3 | Noorwegen                                                            | Nationaal Stadion, Devonshire Toeschouwers: 2.300 Scheidsrechter: Rex Osborne (BER) |
| 4 februari Vriendschappelijk № 536 «onderlinge duels» 19:30 uur (UTC−4) | Shaun Goater 28' |       | 31' Øyvind Leonhardsen 55' Øyvind Leonhardsen 63' Øyvind Leonhardsen | Nationaal Stadion, Devonshire Toeschouwers: 2.300 Scheidsrechter: Rex Osborne (BER) |

|                                                                       |                  |       |           |                                                                                |
| 29 april Vriendschappelijk № 537 «onderlinge duels» 19:00 uur (UTC+2) | Denemarken       | 1 – 0 | Noorwegen | Aarhus Stadion, Aarhus Toeschouwers: 7.000 Scheidsrechter: Simo Ruokonen (FIN) |
| 29 april Vriendschappelijk № 537 «onderlinge duels» 19:00 uur (UTC+2) | Lars Elstrup 59' |       |           | Aarhus Stadion, Aarhus Toeschouwers: 7.000 Scheidsrechter: Simo Ruokonen (FIN) |

|                                                                     |                                    |       |         |                                                                            |
| 13 mei Vriendschappelijk № 538 «onderlinge duels» 19:00 uur (UTC+2) | Noorwegen                          | 2 – 0 | Faeröer | Ullevaalstadion, Oslo Toeschouwers: 4.165 Scheidsrechter: Ilkka Koho (FIN) |
| 13 mei Vriendschappelijk № 538 «onderlinge duels» 19:00 uur (UTC+2) | Gøran Sørloth 40' Lars Bohinen 63' |       |         | Ullevaalstadion, Oslo Toeschouwers: 4.165 Scheidsrechter: Ilkka Koho (FIN) |

|                                                                     |           |       |           |                                                                              |
| 3 juni Vriendschappelijk № 539 «onderlinge duels» 20:00 uur (UTC+2) | Noorwegen | 0 – 0 | Schotland | Ullevaalstadion, Oslo Toeschouwers: 8.786 Scheidsrechter: Anders Frisk (SWE) |
| 3 juni Vriendschappelijk № 539 «onderlinge duels» 20:00 uur (UTC+2) |           |       |           | Ullevaalstadion, Oslo Toeschouwers: 8.786 Scheidsrechter: Anders Frisk (SWE) |

|                                                                          |                                         |       |                                         |                                                                                |
| 26 augustus Vriendschappelijk № 540 «onderlinge duels» 20:00 uur (UTC+2) | Noorwegen                               | 2 – 2 | Zweden                                  | Ullevaalstadion, Oslo Toeschouwers: 8.420 Scheidsrechter: Kaj Østergaard (DEN) |
| 26 augustus Vriendschappelijk № 540 «onderlinge duels» 20:00 uur (UTC+2) | Øyvind Leonhardsen 40' Roger Nilsen 89' |       | 30' Martin Dahlin 62' Stefan Pettersson | Ullevaalstadion, Oslo Toeschouwers: 8.420 Scheidsrechter: Kaj Østergaard (DEN) |

|                                                                             | |        |            |                                                                           |
| 9 september WK 1994 kwalificatie № 541 «onderlinge duels» 20:00 uur (UTC+2) | Noorwegen | 10 – 0 | San Marino | Ullevaalstadion, Oslo Toeschouwers: 6.511 Scheidsrechter: Esa Palsi (FIN) |
| 9 september WK 1994 kwalificatie № 541 «onderlinge duels» 20:00 uur (UTC+2) | Kjetil Rekdal 4' Gunnar Halle 6' Gøran Sørloth 15' Gøran Sørloth 22' Roger Nilsen 46' Gunnar Halle 52' Roger Nilsen 67' Gunnar Halle 69' Erik Mykland 74' Kjetil Rekdal 79' |        |            | Ullevaalstadion, Oslo Toeschouwers: 6.511 Scheidsrechter: Esa Palsi (FIN) |

|                                                                              |                                           |       |                     |                                                                              |
| 23 september WK 1994 kwalificatie № 542 «onderlinge duels» 20:00 uur (UTC+2) | Noorwegen                                 | 2 – 1 | Nederland           | Ullevaalstadion, Oslo Toeschouwers: 19.998 Scheidsrechter: Rémi Harrel (FRA) |
| 23 september WK 1994 kwalificatie № 542 «onderlinge duels» 20:00 uur (UTC+2) | Kjetil Rekdal 9' (pen.) Gøran Sørloth 78' |       | 10' Dennis Bergkamp | Ullevaalstadion, Oslo Toeschouwers: 19.998 Scheidsrechter: Rémi Harrel (FRA) |

|                                                                           |            |                                       |           |                                                                                       |
| 7 oktober WK 1994 kwalificatie № 543 «onderlinge duels» 20:30 uur (UTC+2) | San Marino | 0 – 2                                 | Noorwegen | Stadio Olimpico, Serravalle Toeschouwers: 1.187 Scheidsrechter: Juan Ansuátegui (ESP) |
| 7 oktober WK 1994 kwalificatie № 543 «onderlinge duels» 20:30 uur (UTC+2) |            | 7' Jahn Ivar Jakobsen 19' Jostein Flo |           | Stadio Olimpico, Serravalle Toeschouwers: 1.187 Scheidsrechter: Juan Ansuátegui (ESP) |

|                                                                            |                 |       |                   |                                                                                         |
| 14 oktober WK 1994 kwalificatie № 544 «onderlinge duels» 20:00 uur (UTC+1) | Engeland        | 1 – 1 | Noorwegen         | Wembley Stadium, Londen Toeschouwers: 51.441 Scheidsrechter: Arturo Brizio Carter (MEX) |
| 14 oktober WK 1994 kwalificatie № 544 «onderlinge duels» 20:00 uur (UTC+1) | David Platt 56' |       | 77' Kjetil Rekdal | Wembley Stadium, Londen Toeschouwers: 51.441 Scheidsrechter: Arturo Brizio Carter (MEX) |

|                                                                         |                            |       |                 |                                                                                 |
| 2 december Vriendschappelijk № 545 «onderlinge duels» 20:00 uur (UTC+8) | China                      | 2 – 1 | Noorwegen       | Tianhestadion, Guangzhou Toeschouwers: 35.000 Scheidsrechter: Li Shaofeng (CHN) |
| 2 december Vriendschappelijk № 545 «onderlinge duels» 20:00 uur (UTC+8) | Bo Zhu 35' Peng Weiguo 51' |       | 85' Jostein Flo | Tianhestadion, Guangzhou Toeschouwers: 35.000 Scheidsrechter: Li Shaofeng (CHN) |

### 1993
|                                                                          |            |       |                   |                                                                                              |
| 10 februari Vriendschappelijk № 546 «onderlinge duels» 21:30 uur (UTC+8) | Portugal   | 1 – 1 | Noorwegen         | Estádio de São Luís, Faro Toeschouwers: 6.000 Scheidsrechter: Antonio Martín Navarrete (ESP) |
| 10 februari Vriendschappelijk № 546 «onderlinge duels» 21:30 uur (UTC+8) | Oceano 56' |       | 87' Gøran Sørloth | Estádio de São Luís, Faro Toeschouwers: 6.000 Scheidsrechter: Antonio Martín Navarrete (ESP) |

|                                                                       |                  |       | |                                                                                                 |
| 30 maart Vriendschappelijk № 547 «onderlinge duels» 17:00 uur (UTC+3) | Qatar            | 1 – 6 | Noorwegen | Khalifa Internationaal Stadion, Doha Toeschouwers: 6.000 Scheidsrechter: Freddy Philippoz (SUI) |
| 30 maart Vriendschappelijk № 547 «onderlinge duels» 17:00 uur (UTC+3) | Mamood Soufi 65' |       | 8' Øyvind Leonhardsen 26' Jostein Flo 43' Jan Åge Fjørtoft 51' Jan Åge Fjørtoft 59' Jan Åge Fjørtoft 74' Jahn Ivar Jakobsen | Khalifa Internationaal Stadion, Doha Toeschouwers: 6.000 Scheidsrechter: Freddy Philippoz (SUI) |

|                                                                          |                                                                      |       |                 |                                                                                    |
| 28 april WK 1994 kwalificatie № 548 «onderlinge duels» 20:00 uur (UTC+2) | Noorwegen                                                            | 3 – 1 | Turkije         | Ullevaalstadion, Oslo Toeschouwers: 21.530 Scheidsrechter: Hans-Jürgen Weber (GER) |
| 28 april WK 1994 kwalificatie № 548 «onderlinge duels» 20:00 uur (UTC+2) | Kjetil Rekdal 14' (pen.) Jan Åge Fjørtoft 17' Jahn Ivar Jakobsen 55' |       | 57' Feyyaz Uçar | Ullevaalstadion, Oslo Toeschouwers: 21.530 Scheidsrechter: Hans-Jürgen Weber (GER) |

|                                                                        |                                         |       |          |                                                                              |
| 2 juni WK 1994 kwalificatie № 549 «onderlinge duels» 20:00 uur (UTC+2) | Noorwegen                               | 2 – 0 | Engeland | Ullevaalstadion, Oslo Toeschouwers: 22.256 Scheidsrechter: Sándor Puhl (HUN) |
| 2 juni WK 1994 kwalificatie № 549 «onderlinge duels» 20:00 uur (UTC+2) | Øyvind Leonhardsen 42' Lars Bohinen 48' |       |          | Ullevaalstadion, Oslo Toeschouwers: 22.256 Scheidsrechter: Sándor Puhl (HUN) |

|                                                                        |           |       |           |                                                                               |
| 9 juni WK 1994 kwalificatie № 550 «onderlinge duels» 20:15 uur (UTC+2) | Nederland | 0 – 0 | Noorwegen | De Kuip, Rotterdam Toeschouwers: 42.600 Scheidsrechter: Vasilis Nikakis (GRE) |
| 9 juni WK 1994 kwalificatie № 550 «onderlinge duels» 20:15 uur (UTC+2) |           |       |           | De Kuip, Rotterdam Toeschouwers: 42.600 Scheidsrechter: Vasilis Nikakis (GRE) |

|                                                                          |         | |           |                                                                         |
| 11 augustus Vriendschappelijk № 551 «onderlinge duels» 19:00 uur (UTC+1) | Faeröer | 0 – 7 | Noorwegen | Svangaskarð, Toftir Toeschouwers: 800 Scheidsrechter: Lars Gerner (DEN) |
| 11 augustus Vriendschappelijk № 551 «onderlinge duels» 19:00 uur (UTC+1) |         | 6' (pen.) Lars Bohinen 9' Øyvind Leonhardsen 27' Mons Ivar Mjelde 39' Mons Ivar Mjelde 74' Egil Østenstad 75' Jan Pedersen 87' Egil Østenstad |           | Svangaskarð, Toftir Toeschouwers: 800 Scheidsrechter: Lars Gerner (DEN) |

|                                                                          |                         |       |                  |                                                                                      |
| 8 september Vriendschappelijk № 552 «onderlinge duels» 20:00 uur (UTC+2) | Noorwegen               | 1 – 0 | Verenigde Staten | Ullevaalstadion, Oslo Toeschouwers: 16.348 Scheidsrechter: Michel Zen-Ruffinen (SUI) |
| 8 september Vriendschappelijk № 552 «onderlinge duels» 20:00 uur (UTC+2) | Stig Inge Bjørnebye 13' |       |                  | Ullevaalstadion, Oslo Toeschouwers: 16.348 Scheidsrechter: Michel Zen-Ruffinen (SUI) |

|                                                                              |                 |       |       |                                                                                     |
| 22 september WK 1994 kwalificatie № 553 «onderlinge duels» 20:00 uur (UTC+2) | Noorwegen       | 1 – 0 | Polen | Ullevaalstadion, Oslo Toeschouwers: 24.000 Scheidsrechter: Pierluigi Pairetto (ITA) |
| 22 september WK 1994 kwalificatie № 553 «onderlinge duels» 20:00 uur (UTC+2) | Jostein Flo 54' |       |       | Ullevaalstadion, Oslo Toeschouwers: 24.000 Scheidsrechter: Pierluigi Pairetto (ITA) |

|                                                                            |       |                                                        |           |                                                                                  |
| 13 oktober WK 1994 kwalificatie № 554 «onderlinge duels» 20:00 uur (UTC+1) | Polen | 0 – 3                                                  | Noorwegen | Stadion Miejski, Poznań Toeschouwers: 11.000 Scheidsrechter: Vaclav Krondl (CZE) |
| 13 oktober WK 1994 kwalificatie № 554 «onderlinge duels» 20:00 uur (UTC+1) |       | 54' Jostein Flo 68' Jan Åge Fjørtoft 90' Ronny Johnsen |           | Stadion Miejski, Poznań Toeschouwers: 11.000 Scheidsrechter: Vaclav Krondl (CZE) |

|                                                                             |                                        |       |                  |                                                                                       |
| 10 november WK 1994 kwalificatie № 555 «onderlinge duels» 18:00 uur (UTC+2) | Turkije                                | 2 – 1 | Noorwegen        | Fenerbahçe Stadı, Istanbul Toeschouwers: 12.000 Scheidsrechter: Sergey Husainov (RUS) |
| 10 november WK 1994 kwalificatie № 555 «onderlinge duels» 18:00 uur (UTC+2) | Ertuğrul Sağlam 5' Ertuğrul Sağlam 26' |       | 48' Lars Bohinen | Fenerbahçe Stadı, Istanbul Toeschouwers: 12.000 Scheidsrechter: Sergey Husainov (RUS) |

### 1994
|                                                                         |                                   |       |                    |                                                                                        |
| 15 januari Vriendschappelijk № 556 «onderlinge duels» 12:00 uur (UTC−7) | Verenigde Staten                  | 2 – 1 | Noorwegen          | Sun Devil Stadium, Tempe Toeschouwers: 15.386 Scheidsrechter: Miguel Angel Salas (MEX) |
| 15 januari Vriendschappelijk № 556 «onderlinge duels» 12:00 uur (UTC−7) | Marcelo Balboa 55' Cobi Jones 90' |       | 45' Frank Strandli | Sun Devil Stadium, Tempe Toeschouwers: 15.386 Scheidsrechter: Miguel Angel Salas (MEX) |

|                                                                         |            |       |           |                                                                                          |
| 19 januari Vriendschappelijk № 557 «onderlinge duels» 19:00 uur (UTC−8) | Costa Rica | 0 – 0 | Noorwegen | Jack Murphy Stadium, San Diego Toeschouwers: 56.222 Scheidsrechter: Arturo Angeles (USA) |
| 19 januari Vriendschappelijk № 557 «onderlinge duels» 19:00 uur (UTC−8) |            |       |           | Jack Murphy Stadium, San Diego Toeschouwers: 56.222 Scheidsrechter: Arturo Angeles (USA) |

|                                                                    |                   |       |                                                        |                                                                                  |
| 9 maart Vriendschappelijk № 558 «onderlinge duels» 19:30 uur (UTC) | Wales             | 1 – 3 | Noorwegen                                              | Cardiff Arms Park, Cardiff Toeschouwers: 10.000 Scheidsrechter: John Ferry (NIR) |
| 9 maart Vriendschappelijk № 558 «onderlinge duels» 19:30 uur (UTC) | Chris Coleman 90' |       | 6' Jostein Flo 50' Erik Mykland 51' Jahn Ivar Jakobsen | Cardiff Arms Park, Cardiff Toeschouwers: 10.000 Scheidsrechter: John Ferry (NIR) |

|                                                                       |           |       |          |                                                                                 |
| 20 april Vriendschappelijk № 559 «onderlinge duels» 19:00 uur (UTC+2) | Noorwegen | 0 – 0 | Portugal | Ullevaalstadion, Oslo Toeschouwers: 17.509 Scheidsrechter: Andrew Waddell (SCO) |
| 20 april Vriendschappelijk № 559 «onderlinge duels» 19:00 uur (UTC+2) |           |       |          | Ullevaalstadion, Oslo Toeschouwers: 17.509 Scheidsrechter: Andrew Waddell (SCO) |

|                                                                     |          |       |           |                                                                                       |
| 22 mei Vriendschappelijk № 560 «onderlinge duels» 16:00 uur (UTC+1) | Engeland | 0 – 0 | Noorwegen | Wembley Stadium, Londen Toeschouwers: 64.327 Scheidsrechter: Kim Milton Nielsen (DEN) |
| 22 mei Vriendschappelijk № 560 «onderlinge duels» 16:00 uur (UTC+1) |          |       |           | Wembley Stadium, Londen Toeschouwers: 64.327 Scheidsrechter: Kim Milton Nielsen (DEN) |

|                                                                     |                                         |       |                      |                                                                               |
| 1 juni Vriendschappelijk № 561 «onderlinge duels» 20:00 uur (UTC+2) | Noorwegen                               | 2 – 1 | Denemarken           | Ullevaalstadion, Oslo Toeschouwers: 26.123 Scheidsrechter: Leif Sundell (SWE) |
| 1 juni Vriendschappelijk № 561 «onderlinge duels» 20:00 uur (UTC+2) | Jahn Ivar Jakobsen 35' Henning Berg 45' |       | 42' Flemming Povlsen | Ullevaalstadion, Oslo Toeschouwers: 26.123 Scheidsrechter: Leif Sundell (SWE) |

|                                                                     |                                          |       |           |                                                                                     |
| 5 juni Vriendschappelijk № 562 «onderlinge duels» 18:00 uur (UTC+2) | Zweden                                   | 2 – 0 | Noorwegen | Råsundastadion, Solna Toeschouwers: 29.691 Scheidsrechter: Kim Milton Nielsen (DEN) |
| 5 juni Vriendschappelijk № 562 «onderlinge duels» 18:00 uur (UTC+2) | Tomas Brolin 56' Tomas Brolin 61' (pen.) |       |           | Råsundastadion, Solna Toeschouwers: 29.691 Scheidsrechter: Kim Milton Nielsen (DEN) |

| Wereldkampioenschap voetbal 1994 |
| -------------------------------- |

|                                                                    |        |                   |           |                                                                                |
| 19 juni WK 1994 Groep E № 563 «onderlinge duels» 16:00 uur (UTC−4) | Mexico | 0 – 1             | Noorwegen | RFK Stadium, Washington Toeschouwers: 52.395 Scheidsrechter: Sándor Puhl (HUN) |
| 19 juni WK 1994 Groep E № 563 «onderlinge duels» 16:00 uur (UTC−4) |        | 85' Kjetil Rekdal |           | RFK Stadium, Washington Toeschouwers: 52.395 Scheidsrechter: Sándor Puhl (HUN) |

|                                                                    |                 |       |           |                                                                                         |
| 23 juni WK 1994 Groep E № 564 «onderlinge duels» 16:00 uur (UTC−4) | Italië          | 1 – 0 | Noorwegen | Giants Stadium, East Rutherford Toeschouwers: 74.624 Scheidsrechter: Hellmut Krug (GER) |
| 23 juni WK 1994 Groep E № 564 «onderlinge duels» 16:00 uur (UTC−4) | Dino Baggio 69' |       |           | Giants Stadium, East Rutherford Toeschouwers: 74.624 Scheidsrechter: Hellmut Krug (GER) |

|                                                                    |           |       |         |                                                                                               |
| 28 juni WK 1994 Groep E № 565 «onderlinge duels» 12:30 uur (UTC−4) | Noorwegen | 0 – 0 | Ierland | Giants Stadium, East Rutherford Toeschouwers: 76.322 Scheidsrechter: José Torres Cadena (COL) |
| 28 juni WK 1994 Groep E № 565 «onderlinge duels» 12:30 uur (UTC−4) |           |       |         | Giants Stadium, East Rutherford Toeschouwers: 76.322 Scheidsrechter: José Torres Cadena (COL) |

|  |  |  |  |  |  |  |  |  |

|                                                                             |                  |       |             |                                                                               |
| 7 september EK 1996 kwalificatie № 566 «onderlinge duels» 20:00 uur (UTC+2) | Noorwegen        | 1 – 0 | Wit-Rusland | Ullevaalstadion, Oslo Toeschouwers: 16.739 Scheidsrechter: Guy Goethals (BEL) |
| 7 september EK 1996 kwalificatie № 566 «onderlinge duels» 20:00 uur (UTC+2) | Geir Frigård 88' |       |             | Ullevaalstadion, Oslo Toeschouwers: 16.739 Scheidsrechter: Guy Goethals (BEL) |

|                                                                            |                          |       |               |                                                                                |
| 12 oktober EK 1996 kwalificatie № 567 «onderlinge duels» 19:45 uur (UTC+1) | Noorwegen                | 1 – 1 | Nederland     | Ullevaalstadion, Oslo Toeschouwers: 22.293 Scheidsrechter: Jim McCluskey (SCO) |
| 12 oktober EK 1996 kwalificatie № 567 «onderlinge duels» 19:45 uur (UTC+1) | Kjetil Rekdal 52' (pen.) |       | 22' Bryan Roy | Ullevaalstadion, Oslo Toeschouwers: 22.293 Scheidsrechter: Jim McCluskey (SCO) |

|                                                                             |             |                                                                            |           |                                                                             |
| 16 november EK 1996 kwalificatie № 568 «onderlinge duels» 19:00 uur (UTC+2) | Wit-Rusland | 0 – 4                                                                      | Noorwegen | Dinamostadion, Minsk Toeschouwers: 5.711 Scheidsrechter: Lyube Spasov (BUL) |
| 16 november EK 1996 kwalificatie № 568 «onderlinge duels» 19:00 uur (UTC+2) |             | 34' Henning Berg 39' Øyvind Leonhardsen 52' Lars Bohinen 83' Kjetil Rekdal |           | Dinamostadion, Minsk Toeschouwers: 5.711 Scheidsrechter: Lyube Spasov (BUL) |

|                                                                             |       |                      |           |                                                                                    |
| 14 december EK 1996 kwalificatie № 569 «onderlinge duels» 19:15 uur (UTC+1) | Malta | 0 – 1                | Noorwegen | Ta' Qalistadion, Ta' Qali Toeschouwers: 9.000 Scheidsrechter: Gianni Beschin (ITA) |
| 14 december EK 1996 kwalificatie № 569 «onderlinge duels» 19:15 uur (UTC+1) |       | 11' Jan Åge Fjørtoft |           | Ta' Qalistadion, Ta' Qali Toeschouwers: 9.000 Scheidsrechter: Gianni Beschin (ITA) |

### 1995
|                                                                         |         | |           |                                                                                     |
| 6 februari Vriendschappelijk № 570 «onderlinge duels» 20:00 uur (UTC+2) | Estland | 0 – 7 | Noorwegen | GSZ-stadion, Larnaca Toeschouwers: 100 Scheidsrechter: Anastasios Papaioannou (CYP) |
| 6 februari Vriendschappelijk № 570 «onderlinge duels» 20:00 uur (UTC+2) |         | 4' Jahn Ivar Jakobsen 13' Lars Bohinen 48' Harald Brattbakk 57' Gunnar Halle 58' Lars Bohinen 73' Jahn Ivar Jakobsen 89' Harald Brattbakk |           | GSZ-stadion, Larnaca Toeschouwers: 100 Scheidsrechter: Anastasios Papaioannou (CYP) |

|                                                                         |        |                                        |           |                                                                              |
| 8 februari Vriendschappelijk № 571 «onderlinge duels» 20:00 uur (UTC+2) | Cyprus | 0 – 2                                  | Noorwegen | Makariostadion, Nicosia Toeschouwers: 1.000 Scheidsrechter: Amit Klein (ISR) |
| 8 februari Vriendschappelijk № 571 «onderlinge duels» 20:00 uur (UTC+2) |        | 21' Øyvind Leonhardsen 24' Jostein Flo |           | Makariostadion, Nicosia Toeschouwers: 1.000 Scheidsrechter: Amit Klein (ISR) |

|                                                                          |           |                                        |           |                                                                                          |
| 29 maart EK 1996 kwalificatie № 572 «onderlinge duels» 20:00 uur (UTC+2) | Luxemburg | 0 – 2                                  | Noorwegen | Stade Josy Barthel, Luxemburg Toeschouwers: 3.100 Scheidsrechter: Nikolay Levnikov (RUS) |
| 29 maart EK 1996 kwalificatie № 572 «onderlinge duels» 20:00 uur (UTC+2) |           | 45' Øyvind Leonhardsen 77' Gunnar Aase |           | Stade Josy Barthel, Luxemburg Toeschouwers: 3.100 Scheidsrechter: Nikolay Levnikov (RUS) |

|                                                                          | |       |           |                                                                             |
| 26 april EK 1996 kwalificatie № 573 «onderlinge duels» 20:00 uur (UTC+2) | Noorwegen                                                                                           | 5 – 0 | Luxemburg | Ullevaalstadion, Oslo Toeschouwers: 15.124 Scheidsrechter: John Ferry (NIR) |
| 26 april EK 1996 kwalificatie № 573 «onderlinge duels» 20:00 uur (UTC+2) | Jahn Ivar Jakobsen 11' Jan Åge Fjørtoft 12' Harald Brattbakk 24' Henning Berg 46' Kjetil Rekdal 49' |       |           | Ullevaalstadion, Oslo Toeschouwers: 15.124 Scheidsrechter: John Ferry (NIR) |

|                                                                     |                                                                   |       |                               |                                                                              |
| 25 mei Vriendschappelijk № 574 «onderlinge duels» 20:15 uur (UTC+2) | Noorwegen                                                         | 3 – 2 | Ghana                         | Ullevaalstadion, Oslo Toeschouwers: 8.312 Scheidsrechter: Mika Peltola (FIN) |
| 25 mei Vriendschappelijk № 574 «onderlinge duels» 20:15 uur (UTC+2) | Kjetil Rekdal 9' (pen.) Jan Åge Fjørtoft 50' Jan Åge Fjørtoft 53' |       | 27' Abédi Pelé 57' Abédi Pelé | Ullevaalstadion, Oslo Toeschouwers: 8.312 Scheidsrechter: Mika Peltola (FIN) |

|                                                                        |                                      |       |       |                                                                                      |
| 7 juni EK 1996 kwalificatie № 575 «onderlinge duels» 19:45 uur (UTC+2) | Noorwegen                            | 2 – 0 | Malta | Ullevaalstadion, Oslo Toeschouwers: 15.180 Scheidsrechter: Zbigniew Przesmycki (POL) |
| 7 juni EK 1996 kwalificatie № 575 «onderlinge duels» 19:45 uur (UTC+2) | Jan Åge Fjørtoft 43' Jostein Flo 88' |       |       | Ullevaalstadion, Oslo Toeschouwers: 15.180 Scheidsrechter: Zbigniew Przesmycki (POL) |

|                                                                      |           |       |           |                                                                              |
| 22 juli Vriendschappelijk № 576 «onderlinge duels» 20:45 uur (UTC+2) | Noorwegen | 0 – 0 | Frankrijk | Ullevaalstadion, Oslo Toeschouwers: 12.030 Scheidsrechter: Hugo Luyten (NED) |
| 22 juli Vriendschappelijk № 576 «onderlinge duels» 20:45 uur (UTC+2) |           |       |           | Ullevaalstadion, Oslo Toeschouwers: 12.030 Scheidsrechter: Hugo Luyten (NED) |

|                                                                             |                  |       |                    |                                                                                  |
| 16 augustus EK 1996 kwalificatie № 577 «onderlinge duels» 20:15 uur (UTC+2) | Noorwegen        | 1 – 1 | Tsjechië           | Ullevaalstadion, Oslo Toeschouwers: 22.054 Scheidsrechter: Sergey Husainov (RUS) |
| 16 augustus EK 1996 kwalificatie № 577 «onderlinge duels» 20:15 uur (UTC+2) | Henning Berg 27' |       | 84' Jan Suchopárek | Ullevaalstadion, Oslo Toeschouwers: 22.054 Scheidsrechter: Sergey Husainov (RUS) |

|                                                                             |                                           |       |           |                                                                                       |
| 6 september EK 1996 kwalificatie № 578 «onderlinge duels» 20:15 uur (UTC+2) | Tsjechië                                  | 2 – 0 | Noorwegen | Letenský stadion, Praag Toeschouwers: 19.522 Scheidsrechter: Kurt Röthlisberger (SUI) |
| 6 september EK 1996 kwalificatie № 578 «onderlinge duels» 20:15 uur (UTC+2) | Tomáš Skuhravý 6' (pen.) Radek Drulák 86' |       |           | Letenský stadion, Praag Toeschouwers: 19.522 Scheidsrechter: Kurt Röthlisberger (SUI) |

|                                                                         |           |       |          |                                                                                    |
| 11 oktober Vriendschappelijk № 579 «onderlinge duels» 20:15 uur (UTC+1) | Noorwegen | 0 – 0 | Engeland | Ullevaalstadion, Oslo Toeschouwers: 21.006 Scheidsrechter: Karl-Erik Nilsson (SWE) |
| 11 oktober Vriendschappelijk № 579 «onderlinge duels» 20:15 uur (UTC+1) |           |       |          | Ullevaalstadion, Oslo Toeschouwers: 21.006 Scheidsrechter: Karl-Erik Nilsson (SWE) |

|                                                                             |                                                         |       |           |                                                                                |
| 15 november EK 1996 kwalificatie № 580 «onderlinge duels» 20:05 uur (UTC+1) | Nederland                                               | 3 – 0 | Noorwegen | De Kuip, Rotterdam Toeschouwers: 42.325 Scheidsrechter: Dermot Gallagher (ENG) |
| 15 november EK 1996 kwalificatie № 580 «onderlinge duels» 20:05 uur (UTC+1) | Clarence Seedorf 48' Youri Mulder 88' Marc Overmars 89' |       |           | De Kuip, Rotterdam Toeschouwers: 42.325 Scheidsrechter: Dermot Gallagher (ENG) |

|                                                                          |                    |       |                         |                                                                                       |
| 26 november Vriendschappelijk № 581 «onderlinge duels» 16:00 uur (UTC−5) | Jamaica            | 1 – 1 | Noorwegen               | Nationaal Stadion, Kingston Toeschouwers: 17.500 Scheidsrechter: Ramesh Ramdhan (T&T) |
| 26 november Vriendschappelijk № 581 «onderlinge duels» 16:00 uur (UTC−5) | William Wilson 89' |       | 80' Ole Gunnar Solskjær | Nationaal Stadion, Kingston Toeschouwers: 17.500 Scheidsrechter: Ramesh Ramdhan (T&T) |

|                                                                          |                                                          |       |                                             |                                                                                        |
| 29 november Vriendschappelijk № 582 «onderlinge duels» 15:45 uur (UTC−4) | Trinidad en Tobago                                       | 3 – 2 | Noorwegen                                   | Queen's Park Oval, Port of Spain Toeschouwers: 24.000 Scheidsrechter: Mark Forde (BAR) |
| 29 november Vriendschappelijk № 582 «onderlinge duels» 15:45 uur (UTC−4) | Russell Latapy 24' Russell Latapy 45' Russell Latapy 53' |       | 11' Tore André Flo 20' Bjørn Arild Levernes | Queen's Park Oval, Port of Spain Toeschouwers: 24.000 Scheidsrechter: Mark Forde (BAR) |

### 1996
|                                                                       |          |       |           | |
| 7 februari Vriendschappelijk № 583 «onderlinge duels» 20:30 uur (UTC) | Spanje   | 1 – 0 | Noorwegen | Estadio Insular, Las Palmas de Gran Canaria Toeschouwers: 18.500 Scheidsrechter: Marcello Nicchi (ITA) |
| 7 februari Vriendschappelijk № 583 «onderlinge duels» 20:30 uur (UTC) | Kiko 44' |       |           | Estadio Insular, Las Palmas de Gran Canaria Toeschouwers: 18.500 Scheidsrechter: Marcello Nicchi (ITA) |

|                                                                     |               |                                            |           |                                                                             |
| 27 maart Vriendschappelijk № 584 «onderlinge duels» 19:30 uur (UTC) | Noord-Ierland | 0 – 2                                      | Noorwegen | Windsor Park, Belfast Toeschouwers: 5.343 Scheidsrechter: John Ashman (WAL) |
| 27 maart Vriendschappelijk № 584 «onderlinge duels» 19:30 uur (UTC) |               | 51' Ole Gunnar Solskjær 83' Egil Østenstad |           | Windsor Park, Belfast Toeschouwers: 5.343 Scheidsrechter: John Ashman (WAL) |

|                                                                       |           |       |        |                                                                                 |
| 24 april Vriendschappelijk № 585 «onderlinge duels» 20:00 uur (UTC+2) | Noorwegen | 0 – 0 | Spanje | Ullevaalstadion, Oslo Toeschouwers: 11.898 Scheidsrechter: Georg Dardenne (GER) |
| 24 april Vriendschappelijk № 585 «onderlinge duels» 20:00 uur (UTC+2) |           |       |        | Ullevaalstadion, Oslo Toeschouwers: 11.898 Scheidsrechter: Georg Dardenne (GER) |

|                                                                        | |       |              |                                                                              |
| 2 juni WK 1998 kwalificatie № 586 «onderlinge duels» 20:00 uur (UTC+2) | Noorwegen                                                                                                 | 5 – 0 | Azerbeidzjan | Ullevaalstadion, Oslo Toeschouwers: 14.012 Scheidsrechter: Alan Snoddy (NIR) |
| 2 juni WK 1998 kwalificatie № 586 «onderlinge duels» 20:00 uur (UTC+2) | Ståle Solbakken 8' Ole Gunnar Solskjær 37' Ståle Solbakken 46' Frank Strandli 60' Ole Gunnar Solskjær 89' |       |              | Ullevaalstadion, Oslo Toeschouwers: 14.012 Scheidsrechter: Alan Snoddy (NIR) |

|                                                                          |                            |       |         |                                                                                 |
| 1 september Vriendschappelijk № 587 «onderlinge duels» 20:00 uur (UTC+2) | Noorwegen                  | 1 – 0 | Georgië | Ullevaalstadion, Oslo Toeschouwers: 8.910 Scheidsrechter: Knud Stadsgaard (DEN) |
| 1 september Vriendschappelijk № 587 «onderlinge duels» 20:00 uur (UTC+2) | Ståle Solbakken 89' (pen.) |       |         | Ullevaalstadion, Oslo Toeschouwers: 8.910 Scheidsrechter: Knud Stadsgaard (DEN) |

|                                                                           |                                                              |       |           |                                                                              |
| 9 oktober WK 1998 kwalificatie № 588 «onderlinge duels» 20:00 uur (UTC+2) | Noorwegen                                                    | 3 – 0 | Hongarije | Ullevaalstadion, Oslo Toeschouwers: 22.480 Scheidsrechter: Hugh Dallas (SCO) |
| 9 oktober WK 1998 kwalificatie № 588 «onderlinge duels» 20:00 uur (UTC+2) | Kjetil Rekdal 83' Kjetil Rekdal 89' Kjetil Rekdal 90' (pen.) |       |           | Ullevaalstadion, Oslo Toeschouwers: 22.480 Scheidsrechter: Hugh Dallas (SCO) |

|                                                                             |             |                        |           |                                                                                    |
| 10 november WK 1998 kwalificatie № 589 «onderlinge duels» 14:30 uur (UTC+1) | Zwitserland | 0 – 1                  | Noorwegen | Wankdorf Stadion, Bern Toeschouwers: 22.000 Scheidsrechter: Manuel Díaz Vega (ESP) |
| 10 november WK 1998 kwalificatie № 589 «onderlinge duels» 14:30 uur (UTC+1) |             | 32' Øyvind Leonhardsen |           | Wankdorf Stadion, Bern Toeschouwers: 22.000 Scheidsrechter: Manuel Díaz Vega (ESP) |

### 1997
|                                                                          |                 |       |           |                                                                                      |
| 18 januari Vriendschappelijk № 590 «onderlinge duels» 19:15 uur (UTC+11) | Zuid-Korea      | 1 – 0 | Noorwegen | Lakeside Stadium, Melbourne Toeschouwers: 8.000 Scheidsrechter: Gerry Connolly (AUS) |
| 18 januari Vriendschappelijk № 590 «onderlinge duels» 19:15 uur (UTC+11) | Kim Do-Hoon 57' |       |           | Lakeside Stadium, Melbourne Toeschouwers: 8.000 Scheidsrechter: Gerry Connolly (AUS) |

|                                                                          |               |                                                          |           |                                                                                  |
| 22 januari Vriendschappelijk № 591 «onderlinge duels» 18:15 uur (UTC+10) | Nieuw-Zeeland | 0 – 3                                                    | Noorwegen | Suncorp Stadium, Brisbane Toeschouwers: 10.000 Scheidsrechter: Mark Shield (AUS) |
| 22 januari Vriendschappelijk № 591 «onderlinge duels» 18:15 uur (UTC+10) |               | 60' Bent Skammelsrud 80' Bent Skammelsrud 84' Håvard Flo |           | Suncorp Stadium, Brisbane Toeschouwers: 10.000 Scheidsrechter: Mark Shield (AUS) |

|                                                                          |                   |       |           |                                                                                         |
| 25 januari Vriendschappelijk № 592 «onderlinge duels» 20:30 uur (UTC+11) | Australië         | 1 – 0 | Noorwegen | Sydney Football Stadium, Sydney Toeschouwers: 17.429 Scheidsrechter: Eddie Lennie (AUS) |
| 25 januari Vriendschappelijk № 592 «onderlinge duels» 20:30 uur (UTC+11) | Robbie Hooker 73' |       |           | Sydney Football Stadium, Sydney Toeschouwers: 17.429 Scheidsrechter: Eddie Lennie (AUS) |

|                                                                       |                 |       |                                                                             |                                                                               |
| 29 maart Vriendschappelijk № 593 «onderlinge duels» 18:00 uur (UTC+4) | V.A.E.          | 1 – 4 | Noorwegen                                                                   | Sharjahstadion, Sharjah Toeschouwers: 1.000 Scheidsrechter: Yonis Hosan (UAE) |
| 29 maart Vriendschappelijk № 593 «onderlinge duels» 18:00 uur (UTC+4) | Bakhit Saad 18' |       | 2' Tore André Flo 38' Tore André Flo 66' Tore André Flo 90' Ståle Solbakken | Sharjahstadion, Sharjah Toeschouwers: 1.000 Scheidsrechter: Yonis Hosan (UAE) |

|                                                                          |                         |       |                   |                                                                              |
| 30 april WK 1998 kwalificatie № 594 «onderlinge duels» 20:00 uur (UTC+2) | Noorwegen               | 1 – 1 | Finland           | Ullevaalstadion, Oslo Toeschouwers: 22.287 Scheidsrechter: Markus Merk (GER) |
| 30 april WK 1998 kwalificatie № 594 «onderlinge duels» 20:00 uur (UTC+2) | Ole Gunnar Solskjær 83' |       | 60' Antti Sumiala | Ullevaalstadion, Oslo Toeschouwers: 22.287 Scheidsrechter: Markus Merk (GER) |

|                                                                     |                                                                         |       |                           |                                                                                |
| 30 mei Vriendschappelijk № 595 «onderlinge duels» 20:00 uur (UTC+2) | Noorwegen                                                               | 4 – 2 | Brazilië                  | Ullevaalstadion, Oslo Toeschouwers: 21.799 Scheidsrechter: Stephen Lodge (ENG) |
| 30 mei Vriendschappelijk № 595 «onderlinge duels» 20:00 uur (UTC+2) | Petter Rudi 9' Tore André Flo 17' Tore André Flo 32' Egil Østenstad 77' |       | 19' Djalminha 66' Romário | Ullevaalstadion, Oslo Toeschouwers: 21.799 Scheidsrechter: Stephen Lodge (ENG) |

|                                                                        |                   |       |                |                                                                                |
| 8 juni WK 1998 kwalificatie № 596 «onderlinge duels» 20:00 uur (UTC+2) | Hongarije         | 1 – 1 | Noorwegen      | Népstadion, Boedapest Toeschouwers: 12.201 Scheidsrechter: David Elleray (ENG) |
| 8 juni WK 1998 kwalificatie № 596 «onderlinge duels» 20:00 uur (UTC+2) | Zoltán Kovács 22' |       | 9' Petter Rudi | Népstadion, Boedapest Toeschouwers: 12.201 Scheidsrechter: David Elleray (ENG) |

|                                                                    |         |                 |           |                                                                                        |
| 20 juli Vriendschappelijk № 597 «onderlinge duels» 20:00 uur (UTC) | IJsland | 0 – 1           | Noorwegen | Laugardalsvöllur, Reykjavik Toeschouwers: 6.323 Scheidsrechter: Richard O'Hanlon (IRL) |
| 20 juli Vriendschappelijk № 597 «onderlinge duels» 20:00 uur (UTC) |         | 74' Jostein Flo |           | Laugardalsvöllur, Reykjavik Toeschouwers: 6.323 Scheidsrechter: Richard O'Hanlon (IRL) |

|                                                                             |         |                                                                       |           |                                                                                  |
| 20 augustus WK 1998 kwalificatie № 598 «onderlinge duels» 19:00 uur (UTC+3) | Finland | 0 – 4                                                                 | Noorwegen | Olympiastadion, Helsinki Toeschouwers: 15.000 Scheidsrechter: Vadzim Zjoek (BLR) |
| 20 augustus WK 1998 kwalificatie № 598 «onderlinge duels» 19:00 uur (UTC+3) |         | 8' Ståle Solbakken 12' Petter Rudi 48' Jostein Flo 84' Tore André Flo |           | Olympiastadion, Helsinki Toeschouwers: 15.000 Scheidsrechter: Vadzim Zjoek (BLR) |

|                                                                             |              |                    |           |                                                                                       |
| 6 september WK 1998 kwalificatie № 599 «onderlinge duels» 20:00 uur (UTC+5) | Azerbeidzjan | 0 – 1              | Noorwegen | Tofikh Bakhramovstadion, Bakoe Toeschouwers: 8.000 Scheidsrechter: Günter Benkö (AUT) |
| 6 september WK 1998 kwalificatie № 599 «onderlinge duels» 20:00 uur (UTC+5) |              | 43' Tore André Flo |           | Tofikh Bakhramovstadion, Bakoe Toeschouwers: 8.000 Scheidsrechter: Günter Benkö (AUT) |

|                                                                              |                                                                                                |       |             |                                                                               |
| 10 september WK 1998 kwalificatie № 600 «onderlinge duels» 20:00 uur (UTC+2) | Noorwegen                                                                                      | 5 – 0 | Zwitserland | Ullevaalstadion, Oslo Toeschouwers: 22.603 Scheidsrechter: Hellmut Krug (GER) |
| 10 september WK 1998 kwalificatie № 600 «onderlinge duels» 20:00 uur (UTC+2) | Jahn Ivar Jakobsen 46' Ståle Solbakken 50' Dan Eggen 65' Egil Østenstad 74' Tore André Flo 85' |       |             | Ullevaalstadion, Oslo Toeschouwers: 22.603 Scheidsrechter: Hellmut Krug (GER) |

|                                                                        |           |       |          |                                                                                    |
| 8 oktober Vriendschappelijk № 601 «onderlinge duels» 20:00 uur (UTC+2) | Noorwegen | 0 – 0 | Colombia | Ullevaalstadion, Oslo Toeschouwers: 18.028 Scheidsrechter: Karl-Erik Nilsson (SWE) |
| 8 oktober Vriendschappelijk № 601 «onderlinge duels» 20:00 uur (UTC+2) |           |       |          | Ullevaalstadion, Oslo Toeschouwers: 18.028 Scheidsrechter: Karl-Erik Nilsson (SWE) |

### 1998
|                                                                          |                                                             |       |                                                                |                                                                                    |
| 25 februari Vriendschappelijk № 602 «onderlinge duels» 20:45 uur (UTC+1) | Frankrijk                                                   | 3 – 3 | Noorwegen                                                      | Stade Vélodrome, Marseille Toeschouwers: 50.000 Scheidsrechter: Jan Wegereef (NED) |
| 25 februari Vriendschappelijk № 602 «onderlinge duels» 20:45 uur (UTC+1) | Laurent Blanc 23' Zinédine Zidane 28' Marcel Desailly 90+2' |       | 13' (pen.) Frank Strandli 68' Tore André Flo 89' Vegard Heggem | Stade Vélodrome, Marseille Toeschouwers: 50.000 Scheidsrechter: Jan Wegereef (NED) |

|                                                                       |                                         |       |                                          |                                                                                                |
| 25 maart Vriendschappelijk № 603 «onderlinge duels» 20:00 uur (UTC+1) | België                                  | 2 – 2 | Noorwegen                                | Koning Boudewijn Stadion, Brussel Toeschouwers: 13.371 Scheidsrechter: Hans-Jürgen Weber (GER) |
| 25 maart Vriendschappelijk № 603 «onderlinge duels» 20:00 uur (UTC+1) | Franky Van der Elst 8' Marc Wilmots 65' |       | 11' Vidar Riseth 79' Ole Gunnar Solskjær | Koning Boudewijn Stadion, Brussel Toeschouwers: 13.371 Scheidsrechter: Hans-Jürgen Weber (GER) |

|                                                                       |            |                                           |           |                                                                             |
| 22 april Vriendschappelijk № 604 «onderlinge duels» 19:15 uur (UTC+2) | Denemarken | 0 – 2                                     | Noorwegen | Parken, Kopenhagen Toeschouwers: 39.277 Scheidsrechter: Mikko Vuorela (FIN) |
| 22 april Vriendschappelijk № 604 «onderlinge duels» 19:15 uur (UTC+2) |            | 26' Øyvind Leonhardsen 58' Tore André Flo |           | Parken, Kopenhagen Toeschouwers: 39.277 Scheidsrechter: Mikko Vuorela (FIN) |

|                                                                     |                                                                                    |       |                                       |                                                                              |
| 20 mei Vriendschappelijk № 605 «onderlinge duels» 18:45 uur (UTC+2) | Noorwegen                                                                          | 5 – 2 | Mexico                                | Bislettstadion, Oslo Toeschouwers: 16.274 Scheidsrechter: Leif Sundell (SWE) |
| 20 mei Vriendschappelijk № 605 «onderlinge duels» 18:45 uur (UTC+2) | Roar Strand 12' Håvard Flo 14' Ronny Johnsen 31' Henning Berg 40' Vidar Riseth 81' |       | 18' Ricardo Peláez 65' Ricardo Peláez | Bislettstadion, Oslo Toeschouwers: 16.274 Scheidsrechter: Leif Sundell (SWE) |

|                                                                     | |       |               |                                                                                      |
| 27 mei Vriendschappelijk № 606 «onderlinge duels» 19:00 uur (UTC+2) | Noorwegen | 6 – 0 | Saoedi-Arabië | Nye Molde Stadion, Molde Toeschouwers: 13.114 Scheidsrechter: Knud Erik Fisker (DEN) |
| 27 mei Vriendschappelijk № 606 «onderlinge duels» 19:00 uur (UTC+2) | Kjetil Rekdal 21' Ole Gunnar Solskjær 31' Ole Gunnar Solskjær 42' Egil Østenstad 83' Tore André Flo 87' Roar Strand 88' |       |               | Nye Molde Stadion, Molde Toeschouwers: 13.114 Scheidsrechter: Knud Erik Fisker (DEN) |

| Wereldkampioenschap voetbal 1998 |
| -------------------------------- |

|                                                                    |                                          |       |                                        |                                                                                          |
| 10 juni WK 1998 Groep A № 607 «onderlinge duels» 21:00 uur (UTC+2) | Noorwegen                                | 2 – 2 | Marokko                                | Stade de la Mosson, Montpellier Toeschouwers: 29.750 Scheidsrechter: Edward Lennie (AUS) |
| 10 juni WK 1998 Groep A № 607 «onderlinge duels» 21:00 uur (UTC+2) | Youssef Chippo +45' (e.d.) Dan Eggen 60' |       | 38' Mustafa Hadji 59' Abdeljilil Hadda | Stade de la Mosson, Montpellier Toeschouwers: 29.750 Scheidsrechter: Edward Lennie (AUS) |

|                                                                    |                  |       |                |                                                                                 |
| 16 juni WK 1998 Groep A № 608 «onderlinge duels» 17:30 uur (UTC+2) | Schotland        | 1 – 1 | Noorwegen      | Parc Lescure, Bordeaux Toeschouwers: 31.800 Scheidsrechter: Laszlo Vagner (HUN) |
| 16 juni WK 1998 Groep A № 608 «onderlinge duels» 17:30 uur (UTC+2) | Craig Burley 66' |       | 56' Håvard Flo | Parc Lescure, Bordeaux Toeschouwers: 31.800 Scheidsrechter: Laszlo Vagner (HUN) |

|                                                                    |                                             |       |            |                                                                                           |
| 23 juni WK 1998 Groep A № 609 «onderlinge duels» 21:00 uur (UTC+2) | Noorwegen                                   | 2 – 1 | Brazilië   | Stade Vélodrome, Marseille Toeschouwers: 55.000 Scheidsrechter: Esfandiar Baharmast (USA) |
| 23 juni WK 1998 Groep A № 609 «onderlinge duels» 21:00 uur (UTC+2) | Tore André Flo 83' Kjetil Rekdal 89' (pen.) |       | 78' Bebeto | Stade Vélodrome, Marseille Toeschouwers: 55.000 Scheidsrechter: Esfandiar Baharmast (USA) |

|                                                                           |                     |       |           |                                                                                       |
| 27 juni WK 1998 Achtste finale № 610 «onderlinge duels» 16:30 uur (UTC+2) | Italië              | 1 – 0 | Noorwegen | Stade Vélodrome, Marseille Toeschouwers: 55.000 Scheidsrechter: Bernd Heynemann (GER) |
| 27 juni WK 1998 Achtste finale № 610 «onderlinge duels» 16:30 uur (UTC+2) | Christian Vieri 18' |       |           | Stade Vélodrome, Marseille Toeschouwers: 55.000 Scheidsrechter: Bernd Heynemann (GER) |

|  |  |  |  |  |  |  |  |  |

|                                                                          |           |       |          |                                                                             |
| 19 augustus Vriendschappelijk № 611 «onderlinge duels» 20:15 uur (UTC+2) | Noorwegen | 0 – 0 | Roemenië | Ullevaalstadion, Oslo Toeschouwers: 8.909 Scheidsrechter: Kenny Clark (SCO) |
| 19 augustus Vriendschappelijk № 611 «onderlinge duels» 20:15 uur (UTC+2) |           |       |          | Ullevaalstadion, Oslo Toeschouwers: 8.909 Scheidsrechter: Kenny Clark (SCO) |

|                                                                             |                     |       |                                                                      |                                                                                  |
| 6 september EK 2000 kwalificatie № 612 «onderlinge duels» 20:15 uur (UTC+2) | Noorwegen           | 1 – 3 | Letland                                                              | Ullevaalstadion, Oslo Toeschouwers: 11.031 Scheidsrechter: Syarhey Shmolik (BLR) |
| 6 september EK 2000 kwalificatie № 612 «onderlinge duels» 20:15 uur (UTC+2) | Ståle Solbakken 18' |       | 17' Marian Pahars 53' Andrejs Štolcers 64' (pen.) Mihails Zemļinskis | Ullevaalstadion, Oslo Toeschouwers: 11.031 Scheidsrechter: Syarhey Shmolik (BLR) |

|                                                                            |                    |       |                                      |                                                                                         |
| 10 oktober EK 2000 kwalificatie № 613 «onderlinge duels» 20:00 uur (UTC+2) | Slovenië           | 1 – 2 | Noorwegen                            | Bežigradstadion, Ljubljana Toeschouwers: 7.000 Scheidsrechter: Andreas Schluchter (SUI) |
| 10 oktober EK 2000 kwalificatie № 613 «onderlinge duels» 20:00 uur (UTC+2) | Zlatko Zahovič 24' |       | 45' Tore André Flo 80' Kjetil Rekdal | Bežigradstadion, Ljubljana Toeschouwers: 7.000 Scheidsrechter: Andreas Schluchter (SUI) |

|                                                                            |                                           |       |                               |                                                                               |
| 14 oktober EK 2000 kwalificatie № 614 «onderlinge duels» 19:00 uur (UTC+2) | Noorwegen                                 | 2 – 2 | Albanië                       | Ullevaalstadion, Oslo Toeschouwers: 17.770 Scheidsrechter: Gerd Grabher (AUT) |
| 14 oktober EK 2000 kwalificatie № 614 «onderlinge duels» 19:00 uur (UTC+2) | Kjetil Rekdal 82' (pen.) Henning Berg 86' |       | 37' Alban Bushi 52' Igli Tare | Ullevaalstadion, Oslo Toeschouwers: 17.770 Scheidsrechter: Gerd Grabher (AUT) |

|                                                                          |                   |       |                    |                                                                                     |
| 18 november Vriendschappelijk № 615 «onderlinge duels» 19:00 uur (UTC+2) | Egypte            | 1 – 1 | Noorwegen          | Cairostadion, Caïro Toeschouwers: 25.000 Scheidsrechter: Abdul Rahman Al-Zaid (KSA) |
| 18 november Vriendschappelijk № 615 «onderlinge duels» 19:00 uur (UTC+2) | Hossam Hassan 40' |       | 64' Tore André Flo | Cairostadion, Caïro Toeschouwers: 25.000 Scheidsrechter: Abdul Rahman Al-Zaid (KSA) |

### 1999
|                                                                                               |        |                             |           |                                                                                         |
| 20 januari Vriendschappelijk 70-jarig jubileum IFA № 616 «onderlinge duels» 18:30 uur (UTC+2) | Israël | 0 – 1                       | Noorwegen | Ramat Ganstadion, Ramat Gan Toeschouwers: 4.000 Scheidsrechter: Pierluigi Collina (ITA) |
| 20 januari Vriendschappelijk 70-jarig jubileum IFA № 616 «onderlinge duels» 18:30 uur (UTC+2) |        | 67' (pen.) Bent Skammelsrud |           | Ramat Ganstadion, Ramat Gan Toeschouwers: 4.000 Scheidsrechter: Pierluigi Collina (ITA) |

|                                                                                               |                                                    |       |                                                                |                                                                                   |
| 22 januari Vriendschappelijk 70-jarig jubileum IFA № 617 «onderlinge duels» 14:00 uur (UTC+2) | Noorwegen                                          | 3 – 3 | Estland                                                        | Al-Salamstadion, Umm al-Fahm Toeschouwers: 3.000 Scheidsrechter: Gaim Jakob (ISR) |
| 22 januari Vriendschappelijk 70-jarig jubileum IFA № 617 «onderlinge duels» 14:00 uur (UTC+2) | Ståle Solbakken 22' Roar Strand 56' John Carew 72' |       | 75' (pen.) Martin Reim 82' Indrek Zelinski 89' Indrek Zelinski | Al-Salamstadion, Umm al-Fahm Toeschouwers: 3.000 Scheidsrechter: Gaim Jakob (ISR) |

|                                                                          |        |       |           |                                                                                         |
| 10 februari Vriendschappelijk № 618 «onderlinge duels» 20:45 uur (UTC+1) | Italië | 0 – 0 | Noorwegen | Arena Garibaldi, Pisa Toeschouwers: 17.651 Scheidsrechter: Manuel Mejuto González (ESP) |
| 10 februari Vriendschappelijk № 618 «onderlinge duels» 20:45 uur (UTC+1) |        |       |           | Arena Garibaldi, Pisa Toeschouwers: 17.651 Scheidsrechter: Manuel Mejuto González (ESP) |

|                                                                          |             |                                                 |           |                                                                                                   |
| 27 maart EK 2000 kwalificatie № 619 «onderlinge duels» 19:30 uur (UTC+2) | Griekenland | 0 – 2                                           | Noorwegen | Olympisch Stadion Spyridon Louis, Athene Toeschouwers: 42.571 Scheidsrechter: Leslie Irvine (NIR) |
| 27 maart EK 2000 kwalificatie № 619 «onderlinge duels» 19:30 uur (UTC+2) |             | 38' Ole Gunnar Solskjær 87' Ole Gunnar Solskjær |           | Olympisch Stadion Spyridon Louis, Athene Toeschouwers: 42.571 Scheidsrechter: Leslie Irvine (NIR) |

|                                                                          |                     |       |                                                                                   |                                                                                         |
| 28 april EK 2000 kwalificatie № 620 «onderlinge duels» 21:00 uur (UTC+5) | Georgië             | 1 – 4 | Noorwegen                                                                         | Boris Paitsjadzestadion, Tbilisi Toeschouwers: 20.000 Scheidsrechter: Sándor Puhl (HUN) |
| 28 april EK 2000 kwalificatie № 620 «onderlinge duels» 21:00 uur (UTC+5) | Zaza Dzjanasjia 58' |       | 16' Steffen Iversen 27' Tore André Flo 35' Ole Gunnar Solskjær 38' Tore André Flo | Boris Paitsjadzestadion, Tbilisi Toeschouwers: 20.000 Scheidsrechter: Sándor Puhl (HUN) |

|                                                                     | |       |         |                                                                                    |
| 20 mei Vriendschappelijk № 621 «onderlinge duels» 20:00 uur (UTC+2) | Noorwegen | 6 – 0 | Jamaica | Ullevaalstadion, Oslo Toeschouwers: 9.630 Scheidsrechter: Andreas Schluchter (SUI) |
| 20 mei Vriendschappelijk № 621 «onderlinge duels» 20:00 uur (UTC+2) | Tore André Flo 5' Tore André Flo 53' Steffen Iversen 71' Øyvind Leonhardsen 75' Tore André Dahlum 82' Andreas Lund 90' |       |         | Ullevaalstadion, Oslo Toeschouwers: 9.630 Scheidsrechter: Andreas Schluchter (SUI) |

|                                                                        |                    |       |         |                                                                             |
| 30 mei EK 2000 kwalificatie № 622 «onderlinge duels» 19:15 uur (UTC+2) | Noorwegen          | 1 – 0 | Georgië | Ullevaalstadion, Oslo Toeschouwers: 18.236 Scheidsrechter: Luc Huyghe (BEL) |
| 30 mei EK 2000 kwalificatie № 622 «onderlinge duels» 19:15 uur (UTC+2) | Steffen Iversen 4' |       |         | Ullevaalstadion, Oslo Toeschouwers: 18.236 Scheidsrechter: Luc Huyghe (BEL) |

|                                                                        |               |       |                                       |                                                                                    |
| 5 juni EK 2000 kwalificatie № 623 «onderlinge duels» 18:00 uur (UTC+2) | Albanië       | 1 – 2 | Noorwegen                             | Qemal Stafastadion, Tirana Toeschouwers: 5.000 Scheidsrechter: Livio Bazzoli (ITA) |
| 5 juni EK 2000 kwalificatie № 623 «onderlinge duels» 18:00 uur (UTC+2) | Igli Tare 17' |       | 3' Steffen Iversen 83' Tore André Flo | Qemal Stafastadion, Tirana Toeschouwers: 5.000 Scheidsrechter: Livio Bazzoli (ITA) |

|                                                                          |                  |       |          |                                                                               |
| 18 augustus Vriendschappelijk № 624 «onderlinge duels» 19:15 uur (UTC+2) | Noorwegen        | 1 – 0 | Litouwen | Ullevaalstadion, Oslo Toeschouwers: 11.108 Scheidsrechter: Anders Frisk (SWE) |
| 18 augustus Vriendschappelijk № 624 «onderlinge duels» 19:15 uur (UTC+2) | Andreas Lund 87' |       |          | Ullevaalstadion, Oslo Toeschouwers: 11.108 Scheidsrechter: Anders Frisk (SWE) |

|                                                                             |                        |       |             |                                                                              |
| 4 september EK 2000 kwalificatie № 625 «onderlinge duels» 16:00 uur (UTC+1) | Noorwegen              | 1 – 0 | Griekenland | Ullevaalstadion, Oslo Toeschouwers: 24.133 Scheidsrechter: Markus Merk (GER) |
| 4 september EK 2000 kwalificatie № 625 «onderlinge duels» 16:00 uur (UTC+1) | Øyvind Leonhardsen 35' |       |             | Ullevaalstadion, Oslo Toeschouwers: 24.133 Scheidsrechter: Markus Merk (GER) |

|                                                                                |                                                                                           |       |          |                                                                                   |
| 8 september EK-kwalificatie groep 2 № 626 «onderlinge duels» 19:15 uur (UTC+2) | Noorwegen                                                                                 | 4 – 0 | Slovenië | Ullevaalstadion, Oslo Toeschouwers: 24.288 Scheidsrechter: Gilles Veissière (FRA) |
| 8 september EK-kwalificatie groep 2 № 626 «onderlinge duels» 19:15 uur (UTC+2) | Rudi Istenič 15' (e.d.) Steffen Iversen 17' Ole Gunnar Solskjær 30' Øyvind Leonardsen 67' |       |          | Ullevaalstadion, Oslo Toeschouwers: 24.288 Scheidsrechter: Gilles Veissière (FRA) |

|                                                                           |                   |       |                                            |                                                                               |
| 9 oktober EK 2000 kwalificatie № 627 «onderlinge duels» 20:00 uur (UTC+3) | Letland           | 1 – 2 | Noorwegen                                  | Daugavastadion, Riga Toeschouwers: 2.500 Scheidsrechter: Dietmar Drabek (AUT) |
| 9 oktober EK 2000 kwalificatie № 627 «onderlinge duels» 20:00 uur (UTC+3) | Marian Pahars 52' |       | 51' Ole Gunnar Solskjær 85' Tore André Flo | Daugavastadion, Riga Toeschouwers: 2.500 Scheidsrechter: Dietmar Drabek (AUT) |

|                                                                          |           |                   |           |                                                                           |
| 14 november Vriendschappelijk № 628 «onderlinge duels» 17:30 uur (UTC+1) | Noorwegen | 0 – 1             | Duitsland | Ullevaalstadion, Oslo Toeschouwers: 14.359 Scheidsrechter: Dick Jol (NED) |
| 14 november Vriendschappelijk № 628 «onderlinge duels» 17:30 uur (UTC+1) |           | 90' Mehmet Scholl |           | Ullevaalstadion, Oslo Toeschouwers: 14.359 Scheidsrechter: Dick Jol (NED) |

NFF · A-internationals · Selecties · Bondscoaches · Noors vrouwenelftal · Olympisch elftal · Noorwegen U21 · Noorwegen U20 · Noorwegen U19 · Noorwegen U18 · Noorwegen U17 · Noorwegen U16 · Vrouwen U17
1908 – 1919 ·
1920 – 1929 ·
1930 – 1939 ·
1940 – 1949 ·
1950 – 1959 ·
1960 – 1969 ·
1970 – 1979 ·
1980 – 1989 ·
1990 – 1999 ·
2000 – 2009 ·
2010 – 2019 ·
2020 − 2029
EK 2000
WK 1938 ·
WK 1994 ·
WK 1998
OS 1912 · 
OS 1920 · 
OS 1936 · 
OS 1952 · 
OS 1984
1908 ·
1909 ·
1910 ·
1911 ·
1912 · 
1913 · 
1914 · 
1915 · 
1916 · 
1917 · 
1918 · 
1919 · 
1920 · 
1921 · 
1922 · 
1923 · 
1924 · 
1925 · 
1926 · 
1927 · 
1928 · 
1929 · 
1930 · 
1931 · 
1932 · 
1933 · 
1934 · 
1935 · 
1936 · 
1937 · 
1938 · 
1939 · 
1940 – 1944 · 
1945 · 
1946 · 
1947 · 
1948 · 
1949 · 
1950 · 
1952 · 
1952 · 
1953 · 
1954 · 
1955 · 
1956 · 
1957 · 
1958 · 
1959 · 
1960 · 
1961 · 
1962 · 
1963 · 
1964 · 
1965 · 
1966 · 
1967 · 
1968 · 
1969 · 
1970 · 
1971 · 
1972 · 
1973 · 
1974 · 
1975 · 
1976 · 
1977 · 
1978 · 
1979 · 
1980 · 
1981 · 
1982 · 
1983 · 
1984 · 
1985 · 
1986 · 
1987 · 
1988 · 
1989 · 
1990 ·
1991 · 
1992 · 
1993 · 
1994 · 
1995 · 
1996 · 
1997 · 
1998 · 
1999 · 
2000 · 
2001 · 
2002 · 
2003 · 
2004 · 
2005 · 
2006 · 
2007 · 
2008 · 
2009 · 
2010 · 
2011 · 
2012 · 
2013 · 
2014 · 
2015 · 
2016 · 
2017 · 
2018 ·
2019 ·
2020 ·
2021 ·
2022 ·
2023 ·
2024
Albanië ·
Argentinië ·
Armenië ·
Australië ·
Azerbeidzjan ·
Bahrein ·
België ·
Bermuda ·
Bosnië en Herzegovina ·
Brazilië ·
Bulgarije ·
China ·
Colombia ·
Costa Rica ·
Cyprus ·
Denemarken ·
DDR ·
Duitsland ·
Egypte ·
Engeland ·
Estland ·
Faeröer ·
Finland ·
Frankrijk ·
Georgië ·
Ghana ·
Gibraltar ·
Grenada ·
Griekenland ·
Guatemala ·
Honduras ·
Hongarije ·
Hongkong ·
Ierland ·
IJsland ·
Israël ·
Italië ·
Jamaica ·
Japan ·
Joegoslavië ·
Jordanië ·
Kameroen ·
Kazachstan ·
Koeweit ·
Kosovo ·
Kroatië ·
Letland ·
Litouwen ·
Luxemburg ·
Malta ·
Marokko ·
Mexico ·
Moldavië ·
Montenegro ·
Nederland ·
Nieuw-Zeeland ·
Nigeria ·
Noord-Ierland ·
Noord-Korea ·
Noord-Macedonië ·
Oekraïne ·
Oman ·
Oostenrijk ·
Panama ·
Paraguay ·
Polen ·
Portugal ·
Qatar ·
Roemenië ·
Rusland ·
Saarland ·
San Marino ·
Saoedi-Arabië ·
Schotland ·
Senegal ·
Servië ·
Servië en Montenegro ·
Singapore ·
Slovenië ·
Slowakije ·
Sovjet-Unie ·
Spanje ·
Thailand ·
Trinidad en Tobago ·
Tsjechië ·
Tsjecho-Slowakije ·
Tunesië ·
Turkije ·
Uruguay ·
Verenigde Arabische Emiraten ·
Verenigde Staten ·
Verenigd Koninkrijk ·
Wales ·
Wit-Rusland ·
Zuid-Afrika ·
Zuid-Korea ·
Zweden ·
Zwitserland
CONMEBOL: Bolivia · Chili  · Colombia · Ecuador · Uruguay · Venezuela

UEFA: Albanië · Andorra · Armenië · Azerbeidzjan · België · Bosnië en Herzegovina · Bulgarije · Cyprus · Denemarken · (West-)Duitsland · Duitse Democratische Republiek · Engeland · Estland · Faeröer · Finland · Frankrijk · Georgië · Griekenland · Hongarije · IJsland · Ierland · Israël · Italië · Joegoslavië · Kroatië · Letland · Liechtenstein · Litouwen · Luxemburg · Malta · Moldavië · Nederland · Noord-Ierland · Noord-Macedonië · Noorwegen · Oekraïne · Oostenrijk · Polen · Portugal · Roemenië · Rusland · San Marino · Schotland · Slovenië · Slowakije · Sovjet-Unie/GOS ·  Spanje · Tsjechië · Tsjecho-Slowakije · Turkije · Wales · Wit-Rusland · Zweden · Zwitserland

AFC: Kazachstan

CAF: Madagaskar

CONCACAF: Belize · Canada